# Alabama-Paradoxon
Als Alabama-Paradoxon (auch Mandats- bzw. Sitzzuwachsparadoxon) wird folgende als paradox angesehene Konsequenz von Sitzzuteilungsverfahren bezeichnet: Eine Partei kann ein Mandat verlieren, wenn bei gleichem Wahlergebnis insgesamt mehr Mandate zu verteilen sind (unlogische Sprünge).

## Beispiel
Zur Illustration des Alabama-Paradoxons werden auf vier Staaten/Parteien zunächst 323 und danach 324 Mandate nach dem Hare/Niemeyer-Verfahren verteilt.
| Staat | Größe | Ergebnis bei 323 Mandaten | Ergebnis bei 323 Mandaten | Ergebnis bei 323 Mandaten | Ergebnis bei 323 Mandaten | Ergebnis bei 324 Mandaten | Ergebnis bei 324 Mandaten | Ergebnis bei 324 Mandaten | Ergebnis bei 324 Mandaten | Änderung |
| Staat | Größe | Proporz                   | abge- rundet              | Rest- sitze               | Sitze                     | Proporz                   | abge- rundet              | Rest- sitze               | Sitze                     | Änderung |
| ----- | ----- | ------------------------- | ------------------------- | ------------------------- | ------------------------- | ------------------------- | ------------------------- | ------------------------- | ------------------------- | -------- |
| A     | 5670  | 183,141                   | 183                       |                           | 183                       | 183,708                   | 183                       | +1                        | 184                       | +1       |
| B     | 3850  | 124,355                   | 124                       |                           | 124                       | 124,740                   | 124                       | +1                        | 125                       | +1       |
| C     | 420   | 13,566                    | 13                        | +1                        | 14                        | 13,608                    | 13                        |                           | 13                        | −1       |
| D     | 60    | 1,938                     | 1                         | +1                        | 2                         | 1,944                     | 1                         | +1                        | 2                         | ±0       |
| Summe | 10000 | 323,000                   | 321                       | +2                        | 323                       | 324,000                   | 321                       | +3                        | 324                       | +1       |

Zu beachten ist, wie sich die Anzahl der Mandate des Staates bzw. der Partei C von 14 auf 13 verringert. Dies rührt daher, dass bei Erhöhung der Gesamtmandatszahl der arithmetische Proporz für große Staaten/Parteien stärker ansteigt als für kleine. Daher nehmen die Nachkommawerte für A und B stärker zu als für C, mit der Folge, dass A und B im Nachkommawert C überholen, so dass nicht nur B das 323. Mandat erhält, sondern zusätzlich C das 324. an A verliert.

Erklärung

Die Zahl der Mandate wird um eins erhöht. Naheliegend ist dabei anzunehmen, dass jeder Staat daher 0,25 Mandate mehr beanspruchen kann. Das ist jedoch nicht so, denn das neue Mandat wird nicht gleichverteilt, sondern ebenfalls nach der Größe der Staaten aufgeteilt. Dies ergibt:

A: +0,567

B: +0,385

C: +0,042

D: +0,006

## Entdeckung, Namensgebung
Das Alabama-Paradoxon wurde erstmals bei der Berechnung der bevölkerungsabhängigen Mandatsansprüche der einzelnen US-amerikanischen Bundesstaaten im Repräsentantenhaus auf Basis des Zensus im Jahre 1880 entdeckt. Damals berechnete der leitende Angestellte der Zensusbehörde C. W. Seaton nach dem Hamilton-Verfahren (Hare/Niemeyer-Verfahren) die neue Mandatsverteilung für das Repräsentantenhaus, wobei er dies für verschiedene Mengen zu verteilender Mandate durchführte. Er nahm dabei Werte zwischen 275 und 350 Mandaten an. Hierbei entdeckte er, dass der Bundesstaat Alabama bei 299 Repräsentantenhausmandaten insgesamt 8 und bei 300 Repräsentantenhausmandaten lediglich 7 Mandate erhält. Daraufhin einigte man sich auf eine Abgeordnetenzahl im Repräsentantenhaus, bei der sich nach dem Hare/Niemeyer-Verfahren dieselbe Verteilung wie nach dem Sainte-Laguë-Verfahren ergab. Nach dem Zensus im Jahre 1900 ging man endgültig zum Sainte-Laguë-Verfahren über. Seit dem Zensus im Jahre 1950 wird das Hill/Huntington-Verfahren verwendet.